# Peter Schwenkow
Peter Ludolf Herbert Schwenkow (* 23. März 1954 in Hamburg) ist deutscher Konzertveranstalter, Kulturmanager, Politiker (CDU) und Hochschullehrer.

## Werdegang als Unternehmer
Nach seinem Abitur am Albert-Schweitzer-Gymnasium in Hamburg 1975 arbeitete Schwenkow als Tourneeleiter für Mike Krüger, The Dubliners und Hanns Dieter Hüsch. Während des Studiums der Werbung und Kommunikationswissenschaften an der Universität der Künste Berlin arbeitete er für die Konzertagentur Jänicke. Für die von ihm und Jochen Zanke († 2013) im Jahre 1978 gegründete Konzertagentur concert concept erwarben sie die exklusiven Nutzungsrechte für die Berliner Waldbühne, die sie 1981 auch pachteten. Dort veranstalteten sie Open-Air-Konzerte der Berliner Philharmoniker. Zu seinem 40. Geburtstag startete Schwenkow am 23. März 1994 im Beisein von Eberhard Diepgen den Berliner Softpop-Radiosender JFK 98,2. Die von ihm 1995 gegründete DEAG Deutsche Entertainment ging 1998 an die Börse. Im Jahr 2000 übernahm er den Musical-Veranstalter Stella, was sich jedoch als unglücklicher Schachzug erwies und die DEAG in eine Krise stürzte. Nach erfolgreich umgesetzten Restrukturierungsmaßnahmen steht die DEAG seit 2004 wieder auf soliden Füßen und hat durch die Gründung eines eigenen Labels DEAG Music und Joint Ventures mit der Anschutz Entertainment Group und dem Kartenvertriebssystem Ticketmaster sowie durch weitere Akquisitionen ihr Geschäftsfeld erheblich erweitert. 2007 veranstaltete Schwenkow das erste und einzige Konzert mit Barbra Streisand in Deutschland in der Berliner Waldbühne. Die DEAG ist außerdem in der Schweiz und in England aktiv.
Zum 1. April 2024 gab Schwenkow das Geschäft an seine Nachfolger ab, der Vorstand wurde neu geordnet: Die Konzernleitung erhielt Detlef Kornett, weitere Vorstandsmitglieder sind David Reinecke und Moritz Schwenkow.

## Politik
Bei den Wahlen zum Abgeordnetenhaus von Berlin im September 2006 trat Schwenkow für die CDU gegen den Regierenden Bürgermeister von Berlin, Klaus Wowereit, im gleichen in Charlottenburg-Wilmersdorf gelegenen Wahlkreis Grunewald-Halensee an und verlor knapp. Er wurde jedoch als Spitzenkandidat der Bezirksliste ins Abgeordnetenhaus gewählt und wurde stellvertretender Vorsitzender des Kulturausschusses. Mit Ablauf der Wahlperiode schied Schwenkow 2011 aus dem Abgeordnetenhaus aus.
2006/2007 war Schwenkow Mitglied der Grundsatzprogramm-Kommission der CDU Deutschlands.

## Lehre + Mitgliedschaften
1993 wurde Schwenkow zum Lehrbeauftragten im Studiengang „Kulturmanagement“ an der Hochschule für Musik „Hanns Eisler“ Berlin berufen.
Seit 2006 ist er Mitglied des Beirates des Forschungszentrums Populäre Musik an der Humboldt-Universität zu Berlin.
Am 25. November 2009 wurde er zum Professor für Veranstaltungswesen und multimediale Vermarktung am Institut für Kultur- und Medienmanagement der Hochschule für Musik und Theater Hamburg berufen.
Seit dem 1. Januar 2016 ist Schwenkow Mitglied des Kuratoriums des Übersee-Clubs e.V.

## Privates
Er ist mit der Journalistin Inga Griese verheiratet und hat fünf Kinder.

## Ehrungen
- 1993 Auszeichnung mit dem Berliner Bär (B.Z.-Kulturpreis) für das Wintergarten Varieté Berlin.
- 1996 Wahl zum „Herausragendsten Unternehmer des Jahres 1996“ durch die Arbeitsgemeinschaft Selbständiger Unternehmer.
- 2000 Verleihung des Bundesverdienstkreuzes (am Bande) durch Bundespräsident Johannes Rau.
- 2007 Live Entertainment Award für die beste Einzelveranstaltung 2006 und ECHO Klassik in der Kategorie Musik-DVD-Produktion (Das Waldbühnen-Konzert – Anna Netrebko, Plácido Domingo & Rolando Villazón in der Berliner Waldbühne).
- 2008 Live Entertainment Award (Preis der Jury) für das Konzert mit Barbra Streisand in der Berliner Waldbühne am 30. Juni 2007.
- 2010 Live Entertainment Award in der Kategorie Künstleragent des Jahres 2009 (David Garrett).
- 2012 Live Entertainment Award in der Kategorie beste Hallen-/Arena-Tournee des Jahres 2011.
- 2013 Live Entertainment Award in der Kategorie Show des Jahres 2012, Peter Maffay und „Tabaluga und die Zeichen der Zeit“, DEAG Concerts GmbH.
- 2015 Live Entertainment Award in der Kategorie Konzert des Jahres 2014.
- 2015 Live Entertainment Award in der Kategorie Clubtournee des Jahres 2014.
- 2018 Live Entertainment Award in der Kategorie Stadion-Tournee des Jahres 2017, Rolling Stones „Stones-No Filter Tour 2017“, FKP Scorpio Konzertproduktionen GmbH (in Kooperation mit der DEAG, Berlin).